# Rosa Miguélez
Rosa Miguélez Ramos (* 27. August 1953 in Ferrol, Provinz A Coruña) ist eine spanische Politikerin der Partido Socialista Obrero Español (PSOE). Von 1999 bis 2009 war sie Mitglied der Sozialdemokratische Fraktion (PSE) im Europäischen Parlament sowie Stellvertretende Vorsitzende des Ausschusses für Fischerei.

## Leben
Sie legte einen Hochschulabschluss in romanischer Sprach- und Literaturwissenschaft ab. 1983 bis 1987 war sie Bürgermeisterin und 1987 bis 1995 stellvertretende Bürgermeisterin der Gemeinde Ares del Maestre, Spanien.
Von 1987 bis 1989 war sie Leiterin des Kabinetts des Ministers für Arbeit und Sozialwesen der Regionalregierung von Galicien und 1989 bis 1993 Abgeordnete im Regionalparlament von Galicien.
Von 1999 bis 2009 war sie Mitglied des Europa-Parlaments und Mitglied der Delegation im Gemischten Parlamentarischen Ausschuss Europäischer Wirtschaftsraum.